# Ediciones UDP
Éditions UDP (Ediciones Universidad Diego Portales ou Ediciones UDP) est une maison d'édition chilienne fondée en 1986. Son orientation s'articule vers la publication de textes de divulgation académique, d'œuvres littéraires, philosophiques, humanistes et scientifiques  d'importance pour le pays et l'ensemble du monde de langue hispanique.

## Collections remarquables
Spécialement significatives sont ses collections Pensée Contemporaine et Poésie. La première d'elles comprend des publications de soulignés philosophes, aussi bien que François Fédier et les gagnants du Prix National d'Humanités et Sciences Sociales du Chili, version 2011, Roberto Torretti et Carla Cordua, et le philosophe Jorge Milles, entre autres.
Dans cette même collection se publient depuis 2006 les essais des gagnants du Concours d'Essai en Humanités Contemporaines, notamment le poète Jaime Lizama, le musicologue Fabio Sales Zúñiga et le philosophe Hugo Eduardo Herrera.
La collection "Poésie", de son côté, constitue une espèce de canon de la poésie chilienne, en incorporant entre autres des poètes de la taille de Jorge Teillier, Rodrigo Lira, Gonzalo Rojas, Raúl Zurita, Carlos Pezoa Véliz, Braulio Arenas et Enrique Lihn.

## Auteurs publiés (sélection)
- Braulio Arenas
- José Joaquín Brunner
- Horacio Castellanos Moya
- Miguel Castillo Didier
- Carla Cordua
- Christopher Domínguez Michael
- Joaquín Edwards Bello
- Sebastián Edwards
- François Fédier
- Leila Guerriero
- Rafael Gumucio
- Hugo Et. Herrera
- Vicente Huidobro
- Jorge Ibargüengoitia
- Pedro Lemebel
- Vanessa Lemm
- Enrique Lihn
- Jaime Lizama
- Claudio Magrini
- Germán Marín
- Juan Luis Martínez
- Gonzalo Millán
- Jorge Milles
- Gabriela Mistral
- Patricio Navia
- Pablo Neruda
- Miguel Orellana Benado
- Pablo Oyarzún
- Nicanor Parra
- Carlos Peña
- Carlos Pezoa Véliz
- Gonzalo Rojas
- Fabio tu Sales Zúñiga
- Jorge Teillier
- Roberto Torretti
- Alejandro Zambra
- Raúl Zurita